# Białczańska Przełęcz
Białczańska Przełęcz (niem. Untere Froschscharte, słow. Bielovodské sedlo, węg. Alsó-Békás-csorba, 2024 m) – przełęcz w Tatrach Wysokich znajdująca się w Żabiej Grani na granicy polsko-słowackiej. Znajduje się mniej więcej w połowie odległości pomiędzy Żabim Szczytem Niżnim a Żabim Mnichem i jest najniższym punktem tego odcinka grani. Na północ od Białczańskiej Przełęczy w kierunku Żabiego Szczytu Niżniego znajdują się Owcze Turniczki (ok. 2040 m), na południe Białczańska Kopka (ok. 2045 m).
Dawniej podawano, że Białczańska Przełęcz ma dwa siodła rozdzielone Białczańską Kopką. Maciej Pawlikowski w pracy „Żabi Mnich od wschodu” dla siodła południowego zaproponował nazwę Pośrednia Białczańska Przełęcz i nazwę tę podtrzymuje Władysław Cywiński w 7 tomie przewodnika Tatry. Grań Żabiego. Tak więc obecnie przełęcz ta ma tylko jedno siodło między Owczymi Turniczkami i Białczańską Kopką. Pedantyczni zwolennicy dokładności uważają, że skoro jest Wyżnia i Pośrednia Białczańska Przełęcz, to logicznie ta trzecia i najniższa z białczańskich przełęczy powinna się nazywać Niżnią Białczańską Przełęczą, W. Cywiński preferuje jednak nazwę tradycyjną – Białczańska Przełęcz.
Białczańska Przełęcz to szerokie i trawiaste siodło. Na wschód, do słowackiej Doliny Żabiej Białczańskiej opada z niej łagodny stok o jednolitym nachyleniu. Porastają go płaty kosodrzewiny, trawki, a gdzieniegdzie są skaliste ścianki i płytkie żlebki. Najwybitniejszą skalną formacją jest Żabia Kazalnica. Na zachód (na polską stronę) do Czarnostawiańskiego Kotła opada z Białczańskiej Przełęczy Białczański Żleb.

## Taternictwo
Przejście przez przełęcz należało do łatwych połączeń Doliny Rybiego Potoku z Doliną Żabich Stawów Białczańskich. Przełęcz była znana od dawna juhasom i koźlarzom, a później turystom. Pierwsze odnotowane przejścia turystyczne: Edward Walery Janczewski, 25 lipca 1909 r. Pierwsze przejście zimowe: Jan Alfred Szczepański, 28 stycznia 1925 r.
Przez przełęcz nie prowadzi żaden szlak turystyczny. Wejście na przełęcz z dna Doliny Żabiej Białczańskiej jest łatwe dowolną drogą (trudność 0 w skali tatrzańskiej). Słowackie stoki jednak to zamknięty obszar ochrony ścisłej Tatrzańskiego Parku Narodowego. Dla taterników dozwolone jest wejście na przełęcz tylko od strony polskiej.
1. Od Czarnego Stawu przez Mokrą Wantę i Białczański Upłaz; kilka miejsc I, czas przejścia 1 godz.,
2. Od Czarnego Stawu przez Mokrą Wantę i górną część Białczańskiego Żlebu; I, 45 min,
3. Od Czarnego Stawu wprost Białczańskim Żlebem; kilka miejsc I, 45 min. Jest to najwygodniejsza droga zimą, latem kruszyzna,
4. Od Czarnego Stawu przez Owczy Upłaz; 0, 45 min,
5. Z Owczej Przełęczy; 0, 10 min
6. Z Żabiej Doliny Białczańskiej; 0, 45 min[2].

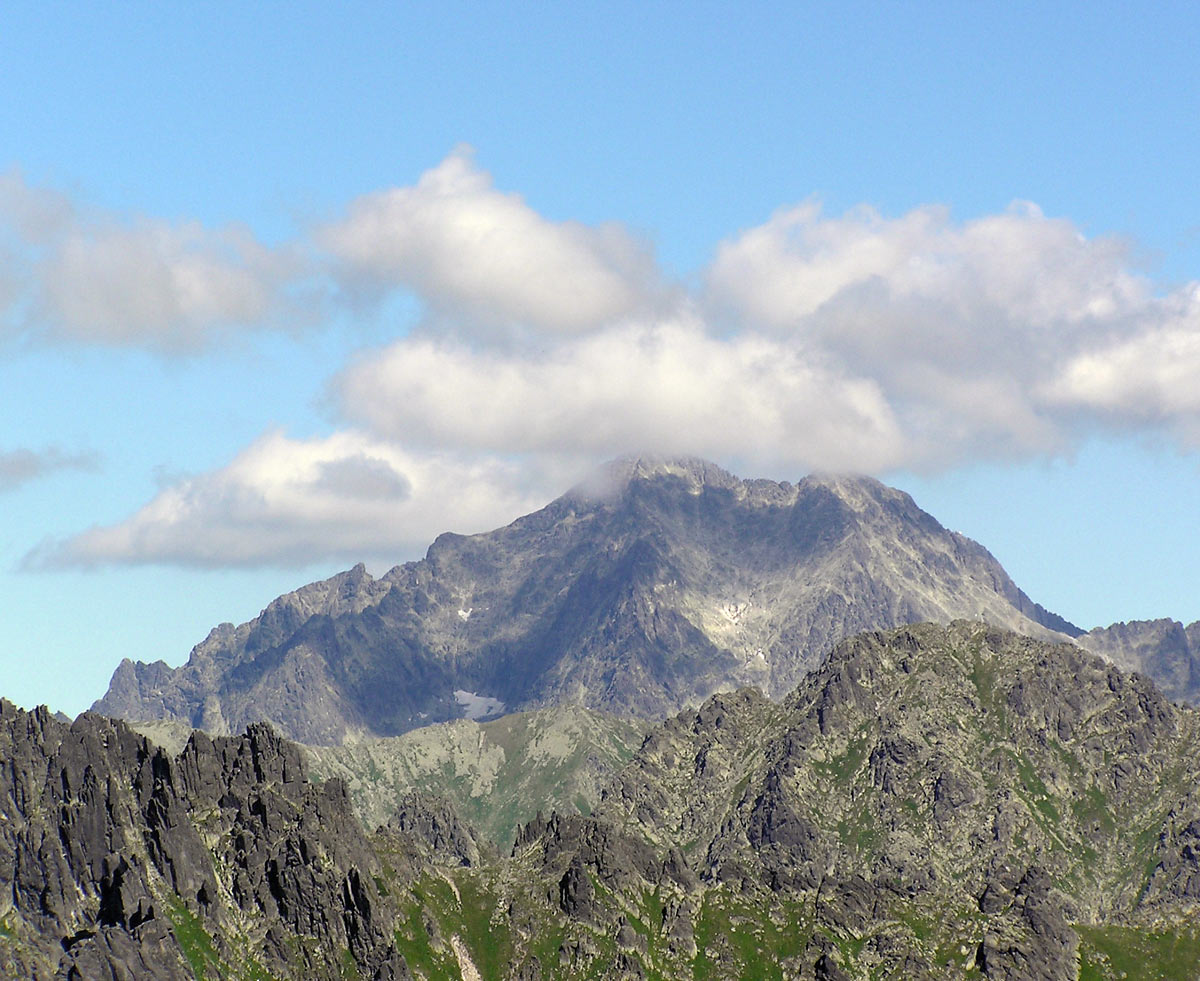
W chmurach Lodowy Szczyt, a na pierwszym planie Owcza Przełęcz, Owcze Turniczki i Białczańska Przełęcz po prawej na dole